# 摩氏豹鰨
摩氏豹鰨為輻鰭魚綱鰈形目鰨亞目鰨科的其中一種，為熱帶海水魚，分布於西印度洋肯亞至南非索德瓦納灣海域，棲息深度1-10公尺，體長可達18公分，棲息在底層水域，生活習性不明，可作為食用魚。

## 扩展阅读
維基物種上的相關：摩氏豹鰨